# Tetranitrato di pentaeritrite
Il tetranitrato di pentaeritrite è uno degli esplosivi più potenti finora prodotti, molto simile all'RDX e all'HMX come potenza. È noto anche come pentrite, pentaeritritolo tetranitrato e PETN. Inoltre è un principio attivo utilizzato come medicinale in cardiologia per la profilassi e per il trattamento delle forme di angina pectoris e contro le forme di cardiopatia ischemica.

## Proprietà
La pentrite (PETN) è un esplosivo sintetico. Non è sensibile all'umidità, ma è più sensibile all'urto meccanico e all'onda esplosiva del TNT, e non viene quasi mai utilizzata quale esplosivo da caricamento principale (se non flemmatizzata con sostanze come la paraffina o la vaselina, che ne riducono le sensibilità). L'uso principale è come esplosivo secondario nei detonatori o nelle “corde detonanti”, mentre come carica primaria si utilizza il fulminato di mercurio o l'azotidrato di piombo; si utilizza inoltre come carica di rinforzo o ausiliaria (booster)  nelle munizioni di artiglieria. Come la nitroglicerina ha anche funzioni mediche: come questa viene usata per le proprietà di coronarodilatatore.

## Applicazioni militari
In campo militare la pentrite ha diverse applicazioni ma una delle più famose era una grossa corda detonante chiamata "Vipera bofors" che, grazie a uno speciale razzo, veniva proiettata sul presunto campo minato, successivamente in maniera automatica esplodeva appena completamente a contatto col terreno. La detonazione dell'esplosivo, la cui velocità è di 8400 metri al secondo, provocava l'esplosione per "simpatia" delle mine nel raggio di un metro circa, o la loro neutralizzazione, creando un corridoio "pulito" che poteva essere usato dalle truppe o successivamente ampliato per consentire la creazione di un varco sufficiente a permettere il transito dei veicoli. 
Altra applicazione della pentrite è la corda detonante regolamentare, che non è altro che una normale miccia che contiene esplosivo (PETN), viene impiegata nelle demolizioni non solo militari perché permette di far detonare simultaneamente più cariche esplosive; con la miccia detonante si possono ottenere dei tagli netti di cavi di acciaio, di travi in cemento armato e di strutture in legno o di grossi alberi che possono essere abbattuti con facilità, avvolgendo la base dello stesso con delle spirali di corda detonante fatta detonare successivamente. Il numero delle spire varia a seconda del diametro dell'albero. La pentrite inoltre viene comunemente impiegata nelle cariche di rottura degli ordigni a caricamento chimico, nelle bombe al fosforo e negli ordigni incendiari.
Viene spesso impiegata in miscela con altri esplosivi, quali il tritolo,  realizzando una combinazione esplosiva meno sensibile e meno potente, (comunemente conosciuta come pentolite o pentrolite ma più economica, permettendone l'utilizzo in quantità minori, o con sostanze flemmatizzanti e plastificanti, creando potenti esplosivi plastici, (Semtex, NSP-86-1 ecc. tutti i plastici sono a base PETN, RDX o HMX), erroneamente chiamati esplosivi al plastico.

## Applicazioni mediche
È utilizzato come medicinale in cardiologia per la profilassi e per il trattamento delle forme di angina pectoris, inoltre è utilizzato contro le forme di cardiopatia ischemica.

### Controindicazioni
Ipersensibilità specifica ai nitrati in genere, ipotensione, ipovolemia, stenosi aortica, stenosi mitralica, tamponamento cardiaco.

### Dosaggi
- angina pectoris, 160 mg al giorno (divisa in due dosi uguali)

### Farmacodinamica
I nitrati, grazie alla liberazione di ossido d'azoto, hanno un effetto di rilassamento della muscolatura liscia, se la somministrazione è con basse dosi la dilatazione maggiore la si osserva nelle vene (rispetto a quella delle arterie)
Con dosi più elevate si può assistere alla diminuzione della pressione (sistolica e diastolica) e conseguenzialmente anche la gittata cardiaca. Brunton fu il primo a comprendere che ciò portava alla diminuzione del dolore toracico (l'angina pectoris), ma dosi ancora più elevate possono al contrario compromettere la perfusione coronarica.

### Effetti indesiderati
Alcuni degli effetti indesiderati sono cefalea, vertigini, nausea, trombocitopenia, vomito, ipotensione, rash.

## Produzione
La sintesi è simile a quella della nitroglicerina, del nitroglicole o dei nitrati aromatici quali TNT, acido picrico e altri, è condotta aggiungendo l'alcool ad una miscela di acido solforico e acido nitrico concentrati sotto agitazione secondo la seguente reazione:
C(CH2OH)4 + 4HNO3 → C(CH2ONO2)4 + 4H2O
Seguono poi altri procedimenti di lavaggio con acqua per togliere i residui di acidi e purificazioni.